# Clemens Wickler
Clemens Wickler (* 28. April 1995 in Starnberg) ist ein deutscher Volleyball- und Beachvolleyballspieler. Er wurde 2019 Vizeweltmeister und gewann 2024 die Silbermedaille bei den Olympischen Spielen. Außerdem wurde er 2018, 2019, 2021, 2022 und 2023 deutscher Beachvolleyballer des Jahres.

## Sportliche Erfolge Halle
Wickler spielte in seiner Jugend Volleyball in seiner Heimat beim TuS Fürstenfeldbruck und beim TV Bad Tölz. 2010 spielte er im Juniorenteam von VC Olympia Kempfenhausen unter Trainer Peter Meyndt und 2013 beim VC Olympia Berlin, mit dem er 2013/14 in der zweiten Bundesliga spielte.

## Sportliche Erfolge Beach

### 2011 – 2014: Nationale und internationale Erfolge bei Jugendturnieren
Wickler begann 2009 mit Beachvolleyball. Mit Felix Kroha wurde er 2011 am Bostalsee Deutscher U17-Meister.
An der Seite des Leipzigers Niklas Rudolf gewann er 2012 die Bronzemedaille bei der U18-Europameisterschaft in Brünn.
Mit dem Saarländer Moritz Reichert wurde Wickler 2013 U19-Weltmeister in Porto sowie Deutscher U20-Meister in Marl und Deutscher U19-Meister in Kiel.
Seit 2014 spielte Wickler an der Seite von Armin Dollinger und belegte bei der deutschen Meisterschaft in Timmendorf Platz vier. Zusammen mit Niklas Rudolf wurde Wickler 2014 in Cesenatico U20-Europameister.

### 2015 – 2018: Drei deutsche Meistertitel mit drei unterschiedlichen Partnern
Bei der deutschen Meisterschaft 2015 in Timmendorf wurden Clemens Wickler und Armin Dollinger Deutscher Meister. Wegen einer Knieverletzung konnte Wickler 2016 nur selten spielen und verpasste auch die deutsche Meisterschaft.
2017 spielte er an der Seite von Tim Holler und wurde mit ihm erneut Deutscher Meister.
Seit 2018 spielte Wickler zusammen mit Julius Thole. Thole/Wickler erhielten vom DVV den Status als „deutsches Nationalteam“ und gewannen das CEV-Satellite-Turnier in Göteborg. Auf der FIVB World Tour waren ein fünfter Platz in Ostrava und ein dritter Platz in Espinho ihre besten Ergebnisse. Mit einer Wildcard nahmen Thole/Wickler am World Tour Saisonfinale in Hamburg teil und erreichten Platz vier. Anschließend wurde Clemens Wickler zum deutschen Beachvolleyballer des Jahres 2018 gewählt. Bei der deutschen Meisterschaft 2018 am Timmendorfer Strand verteidigte er mit Julius Thole seinen Titel. Wickler gewann somit seinen dritten deutschen Meistertitel mit dem dritten unterschiedlichen Partner.

### 2019 – 2021: Internationaler Durchbruch mit Julius Thole
2019 starteten Thole/Wickler mit dem zweiten Platz beim 4-Sterne-Turnier in Den Haag. Bei den 4-Sterne-Turnieren in Doha und in Xiamen erreichten sie im März/April jeweils Platz neun. Im Juni wurden sie in Ostrava wie im Vorjahr Fünfte. Bei der WM 2019 in Hamburg erreichten sie das Finale, in dem sie den Russen Stojanowski/Krassilnikow unterlagen. Bei diesen Titelkämpfen wurde Wickler zudem als MVP ausgezeichnet. Während sie bei der EM 2019 in Moskau den späteren Siegern Mol/Sørum unterlagen, schafften sie es am selben Ort im anschließenden 4-Sterne-Turnier mit dem dritten Platz wieder aufs Podest. Im August wurde Clemens Wickler erneut Deutschlands Beachvolleyballer des Jahres. Zum Saisonende gab es für Thole/Wickler einen fünften Platz bei der deutschen Meisterschaft und einen zweiten Platz beim World Tour Finale in Rom.
2020 wurde er zum vierten Mal deutscher Meister.
In das Jahr 2021 starteten Thole/Wickler mit einem 9. Platz beim 4-Sterne-Turnier in Doha. In den folgenden Monaten hatten beide immer wieder mit Verletzungen zu kämpfen. Auf nationaler Ebene spielte Clemens Wickler zwei Turniere mit Rudy Schneider und beendete beide auf dem ersten Platz. Beim 4-Sterne-Turnier in Ostrava erreichte Clemens Wickler mit Armin Dollinger den 9. Platz, in Gstaad schieden Thole/Wickler ebenfalls im Achtelfinale aus und wurden Neunte. Beim olympischen Beachvolleyballturnier in Tokio erreichten sie als Zweite ihrer Vorrundengruppe das Achtelfinale, in dem sie gegen das US-Duo Tri Bourne und Jacob Gibb gewannen. Im Viertelfinale schieden sie gegen die russischen Weltmeister Wjatscheslaw Krassilnikow und Oleg Stojanowski aus. Bei der darauffolgenden Europameisterschaft in Wien belegten Thole/Wickler den neunten Platz, nachdem sie als Gruppenerste direkt in das Achtelfinale eingezogen waren, wo sie den späteren polnischen Bronzemedaillegewinnern Kantor/Łosiak unterlagen. Ende August wurde Clemens Wickler zum dritten Mal Deutschlands Beachvolleyballer des Jahres. Bei der deutschen Meisterschaft Anfang September wurden Thole/Wickler Dritte.

### Seit 2022: Etablierung in der Weltspitze und olympisches Silber mit Nils Ehlers
Nach dem Karriereende von Thole im Oktober 2021 spielt Wickler an der Seite von Nils Ehlers. Auf den Challenge-Turnieren der World Beach Pro Tour 2022 belegten Wickler/Ehlers in Itapema Platz 19, in Doha Platz fünf sowie in Kuşadası Platz drei. Beim Elite16-Turnier in Jūrmala erreichten sie Platz fünf. Bei der Weltmeisterschaft in Rom erreichten sie als Gruppensieger die Hauptrunde, in der sie gegen die Polen Kantor/Rudol ausschieden. Mit dem Niederländer Robert Meeuwsen gewann Wickler das King of the Court Turnier in Hamburg. Nach einem Sieg auf der German Beach Tour in Bremen und einem dritten Platz beim Elite16-Turnier in Hamburg erreichten Wickler/Ehlers Platz fünf bei der Europameisterschaft in München. Anschließend wurde Clemens Wickler zum vierten Mal Deutschlands Beachvolleyballer des Jahres und siegte zum fünften Mal bei der Deutschen Meisterschaft.
Auf den Elite16-Turnieren der World Beach Pro Tour 2023 erreichten Wickler/Ehlers fast ausnahmslos Top-Ten-Platzierungen. Auf der German Beach Tour 2023 siegten sie im Mai beim zweiten Turnier in Bremen sowie im Juli beim ersten Turnier in München. Auch beim „European Final“ des King of the Courts in Luxemburg standen sie oben auf dem Treppchen. Bei der Europameisterschaft 2023 in Wien erreichten sie erneut Platz fünf. Bei der deutschen Meisterschaft konnten sie ihren Vorjahrestitel verteidigen. Beim Elite16-Turnier in Paris kamen Ehlers/Wickler bis ins Finale, wo sie gegen Perušič/Schweiner unterlagen. Bei der Weltmeisterschaft in Tlaxcala erreichten sie als Gruppensieger die Hauptrunde. Nach einem Sieg über die Österreicher Julian Hörl und Alexander Horst schieden sie im Achtelfinale gegen die Polen Michał Bryl und Bartosz Łosiak aus. Auch 2023 wurde Wickler zu Deutschlands Beachvolleyballer des Jahres ausgezeichnet. Im Dezember 2023 in Doha wurden Wickler/Ehlers Siebte bei den World Tour Finals und Sieger beim King of the Court Final.
2024 wurden sie bei den Elite16-Turnieren im März in Doha, im April in Tepic und im Mai in Brasília jeweils Vierte. Der erste Finaleinzug des Jahres und der zweite bei der Pro Tour überhaupt gelang den Deutschen, als sie in Espinho in der Vorschlussrunde die Niederländer van de Velde / Immers bezwangen, jedoch im Anschluss den schwedischen amtierenden Europameistern Jonatan Hellvig und David Åhman unterlagen. Anfang Juni wurden Wickler/Ehlers Sieger beim King of the Court in Hamburg. Über die Weltrangliste qualifizierten sich Wickler/Ehlers als bestes deutsches Duo für die Olympischen Spiele in Paris. Nach zwei Viertelfinalteilnahmen in Ostrava und Gstaad standen die beiden in Wien bereits zum fünften Mal in der Saison in der Vorschlussrunde bei einem Elite16. Beim olympischen Beachvolleyballturnier in Paris erreichten sie als Sieger ihrer Vorrundengruppe das Achtelfinale, in dem sie gegen die Brasilianer George Wanderley und André Loyola gewannen. Im Viertelfinale gewannen sie gegen die Niederländer Stefan Boermans und Yorick de Groot und im Halbfinale gegen die norwegischen Titelverteidiger Anders Mol und Christian Sørum. Im Finale verloren Wickler/Ehlers gegen die schwedischen Weltranglistenerste David Åhman und Jonatan Hellvig und gewannen die Silbermedaille. Dafür wurden sie – wie alle deutschen Medaillengewinner der Olympischen Spiele in Paris – am 4. November 2024 vom Bundespräsidenten mit dem Silbernen Lorbeerblatt ausgezeichnet. Bei der Europameisterschaft in den Niederlanden erreichten Wickler/Ehlers erneut das Endspiel, das sie gegen die Letten Mārtiņš Pļaviņš und Kristiāns Fokerots verloren und Vizeeuropameister wurden. Bei der deutschen Meisterschaft gewannen sie den Titel zum dritten Mal in Folge. Mit dem siebten Meistertitel ist Wickler nationaler Rekord-Champion. Beim Saisonfinale in Doha erreichte das deutsche Team den fünften Platz.
Am 17. März 2025 wurden Wickler/Ehlers für zwei Wochen FIVB-Weltranglistenerste. Auf der German Beach Tour 2025 siegten sie im Mai beim zweiten Turnier in Düsseldorf. Auf der World Beach Pro Tour schieden sie bei den Elite16-Turnieren in Saquarema und in Ostrava jeweils nach der Vorrunde aus. Bei den Challenge-Turnieren erreichten sie in Alanya das Achtel- und in Stare Jabłonki das Viertelfinale. Auch im Juli erreichten sie beim Elite16-Event in Gstaad das Viertelfinale. Bei der Europameisterschaft in Düsseldorf erreichten Wickler/Ehlers das Viertelfinale, das sie gegen die Schweden Åhman/Hellvig verloren und Fünfte wurden. Im August standen die Deutschen beim Challenge-Event in Baden im Endspiel, das gegen die jungen Schweden Jacob Hölting Nilsson und Elmer Andersson mit 0:2 verloren ging.

## Spielstil
Clemens Wickler gilt als absolutes Balltalent und beherrscht nahezu jeden Schlag, was ihn im Angriff schwer berechenbar werden lässt. Seine hervorragende Athletik und enorme Spielübersicht machen ihn zu einem der vielseitigsten und besten Abwehrspielern der World Tour. Gefürchtet ist auch sein harter und variantenreicher Aufschlag, mit dem er unter anderem das Halbfinale der WM 2019 gegen die bis dahin dominierenden Norweger Mol/Sørum entschied.